# أثقل من الماء (فلم)
أثقل من الماء (بالإنجليزية: Thicker than water) فيلم أمريكي أنتج سنة 1999 ومثل فيه عدة مطربي راب وهيب هوب وهو من بطولة ماك 10 وفات جو وآيس كيوب وبيغ بون وأم سي ايت وبالتالي ضم مغني راب من الشرق والغرب ألأمريكي وذلك بعد نهاية فترة العداء بينهما خلال فترة التسعينيات.
تدور قصة الفيلم حول حرب العصابات في لوس أنجلوس، وعالم المجرمين من السود الأمريكيين وذلك من خلال قصة تدور حول عصابتين متعاديتيين يقوم أفرادها بعقد هدنة بينهم ليتمكن الجميع من ممارسة نشاط آخر غير الاقتتال.

## وصلات خارجية
- مقالات تستعمل روابط فنية بلا صلة مع ويكي بيانات

1. ↑  "معلومات عن أثقل من الماء (فيلم) على موقع csfd.cz". csfd.cz. مؤرشف من الأصل في 2019-12-08.
2. ↑  "معلومات عن أثقل من الماء (فيلم) على موقع catalog.afi.com". catalog.afi.com. مؤرشف من الأصل في 2019-12-08.
3. ↑  "معلومات عن أثقل من الماء (فيلم) على موقع rottentomatoes.com". rottentomatoes.com. مؤرشف من الأصل في 2016-04-23.